# Nectria uredinicola
Nectria uredinicola är en svampart som beskrevs av Pat. 1891. Nectria uredinicola ingår i släktet Nectria och familjen Nectriaceae.   Inga underarter finns listade i Catalogue of Life.